# Wendlandia uvariifolia
Wendlandia uvariifolia là một loài thực vật có hoa trong họ Thiến thảo. Loài này được Hance miêu tả khoa học đầu tiên năm 1870.